# Rongorongo Village
Rongorongo Village är en ort i Kiribati.   Den ligger i örådet Beru och ögruppen Gilbertöarna, i den sydöstra delen av landet, 400 km sydost om huvudstaden Tarawa. Rongorongo Village ligger 9 meter över havet och antalet invånare är 315.
Terrängen runt Rongorongo Village är mycket platt.  Närmaste större samhälle är Tabiang Village, 4,6 km nordväst om Rongorongo Village. 